# ۱۳۱۸ (خورشیدی)
۱۳۱۸ هزار و سیصد و هجدهمین سال هجری خورشیدی سالی عادی است.

## رویدادها
- شهریور _ آغاز جنگ جهانی دوم با حمله آلمان به لهستان.
- اسفند _ رسیدن اولین خط راه‌آهن به قزوین.[۱]

## زادروزها
فروردین
- ۲۹ فروردین - سید علی خامنه‌ای، دومین رهبر در جمهوری اسلامی ایران

اردیبهشت
- ۳ اردیبهشت - دکتر ایرج فاضل، سیاستمدار و وزیر استیضاح شده بهداشت در دولت هاشمی رفسنجانی

تیر
- ۲ تیر - صمد بهرنگی، داستان‌نویس، منتقد، مترجم و شاعر ایرانی آذربایجانی .(درگذشت ۱۳۴۷)
- ۲۹ تیر - نعمت‌الله آغاسی، خواننده سرشناس ایرانی

مهر
- ۵ مهر - حسن رضایی، بازیگر
- ۱۰ مهر - اکبر رادی، نمایش‌نامه‌نویس ایرانی
- ۱۹ مهر - محمدرضا شفیعی کدکنی، از نویسندگان و شاعران مشهور در قید حیات ایران

آبان
- ۱۷ آبان - هادی اسلامی، بازیگر ایرانی

آذر
- ۳ آذر - مهدی آرین نژاد، دوبلور، بازیگر
- ۱۱ آذر - پری زنگنه، خواننده موسیقی ایرانی
- ۱۷ آذر - داریوش مهرجویی، کارگردان ایرانی (درگذشت ۱۴۰۲)

دی
- ۲ دی - سیروس طاهباز، نویسنده و مترجم
- ۱۴ دی - حسین الهی قمشه ای، عارف، فیلسوف، مترجم، مدرس دانشگاه

بهمن
- ۴ بهمن - جهانگیر هدایت، برادر زاده صادق هدایت، مدیر بنیاد صادق هدایت
- ۱۰ بهمن - حمید مصدق، شاعر و حقوقدان ایرانی

اسفند
- ۲۹ اسفند - عبدالله موحد، کشتی‌گیر ایرانی

تاریخ نامشخص
- پرویز کیمیاوی، از کارگردانان نام‌آور ایرانی

## درگذشت‌ها
- ۴ آبان - یحیی دولت‌آبادی، رجل سیاسی دوران انقلاب مشروطه ایران
- ۳۰ آبان - عبدالحسین میرزا فرمانفرما، سیاستمدار ایرانی در دوره قاجار
- ۱۴ بهمن - تقی ارانی، فعال سیاسی کمونیست در ایران
- حسین توفیق مؤسس روزنامه توفیق

- حاج ایاز خان قشقایی، نویسنده کتاب سفرنامه حاج ایاز خان قشقایی